# 国家哲学社会科学学术期刊数据库
国家哲学社会科学学术期刊数据库（英語：National Social Science Database，简称NSSD），是中国社会科学院承建的中文社会科学文献数据库，于2013年7月16日上线。其中收录学术期刊约2000种，论文约1000万篇，700多种期刊回溯到创刊年。